# 侨兴
侨兴是纳斯达克第一家上市的中国电话制造商。是侨兴集团的美国分部。

## 历史
侨兴集团1992年4月作为一家传统固定电话产商在中国开业。它的总部在惠州，有两家美国分部：侨兴移动通信和侨兴环球电话有限公司（Nasdaq: XING）。
2002年3月，侨兴集团花了316,000,000元人民币收购中电通信科技。
侨兴的净销售额从1997年的46,000,000美元增长到了2009年的365,000,000美元。侨兴的一家大量控股的附属公司中电通信科技是中国一家国内三强移动电话卖家，其生产线包括双SIM卡电话和Windows Mobile智能手机。